# Морніко-аль-Серіо
Морніко-аль-Серіо (італ. Mornico al Serio) — муніципалітет в Італії, у регіоні Ломбардія,  провінція Бергамо.
Морніко-аль-Серіо розташоване на відстані близько 470 км на північний захід від Рима, 55 км на схід від Мілана, 16 км на південний схід від Бергамо.
Населення — 2958 осіб (2014).
Щорічний фестиваль відбувається 30 листопада. Покровитель — Андрій Первозваний.

## Демографія
Населення за роками:

Станом на 1 січня 2023 року в муніципалітеті офіційно проживало 450 іноземців з 31 країни, серед них 60 громадян країн Євросоюзу та 12 громадян України.

## Сусідні муніципалітети
- Кальчинате
- Гізальба
- Мартіненго
- Палоско